# Mahindra Scorpio
Mahindra Scorpio – samochód terenowy produkowany przez indyjski koncern Mahindra & Mahindra Limited.
W 2002 roku prowadzono rozmowy z Auto Lada na temat montowania pojazdów w Rosji.